# Beco Catarina Mina
O Beco Catarina Mina é um logradouro localizado na cidade de São Luís, no Maranhão, em seu Centro Histórico. 
Inicia-se na Avenida Pedro II e termina na Travessa da Alfândega, nos muros da Câmara Municipal.
Em 1930,  teve seu nome mudado para Rua Djalma Dutra (em homenagem a um dos heróis da revolta do Forte de Copacabana em 1922), embora seja mais conhecido pela outra denominação, sendo um dos poucos locais que homenageiam uma mulher negra no Centro Histórico.
É um dos pontos mais visitados por turistas na capital, com lojas de artesanato, bares, restaurantes, agência de viagens e um museu. 

## Catarina Mina
Catarina Mina, ou Catarina Rosa Pereira de Jesus, escrava conhecida por sua beleza, era dona de uma barraca ao pé da ladeira da rua da Calçada (“Canto do Tonico”), no século XIX. Da região de Costa da Mina (Golfo da Guiné) na África, de onde vieram grande parte dos escravos do Brasil, Catarina conseguiu comprar sua alforria por meio dinheiro recebido de muio trabalho e, segundo contam, de presentes recebidos de ricos comerciantes portugueses.

Com a fortuna, comprou a alforria de muitos de seus amigos. Após liberta, tornou-se comerciante e também senhora de escravos. Catarina Mina passeava pelas ruas da cidade com séquito de escravos senhora de escravos vestida com finas sedas e brocados, e belas joias, para estar em igual paridade às damas da época. Suas escravas se vestiam com rendas e bordados, e se enfeitavam com muitos colares, pulseiras e brincos de ouro, embora andassem descalças, segundo sua condição.

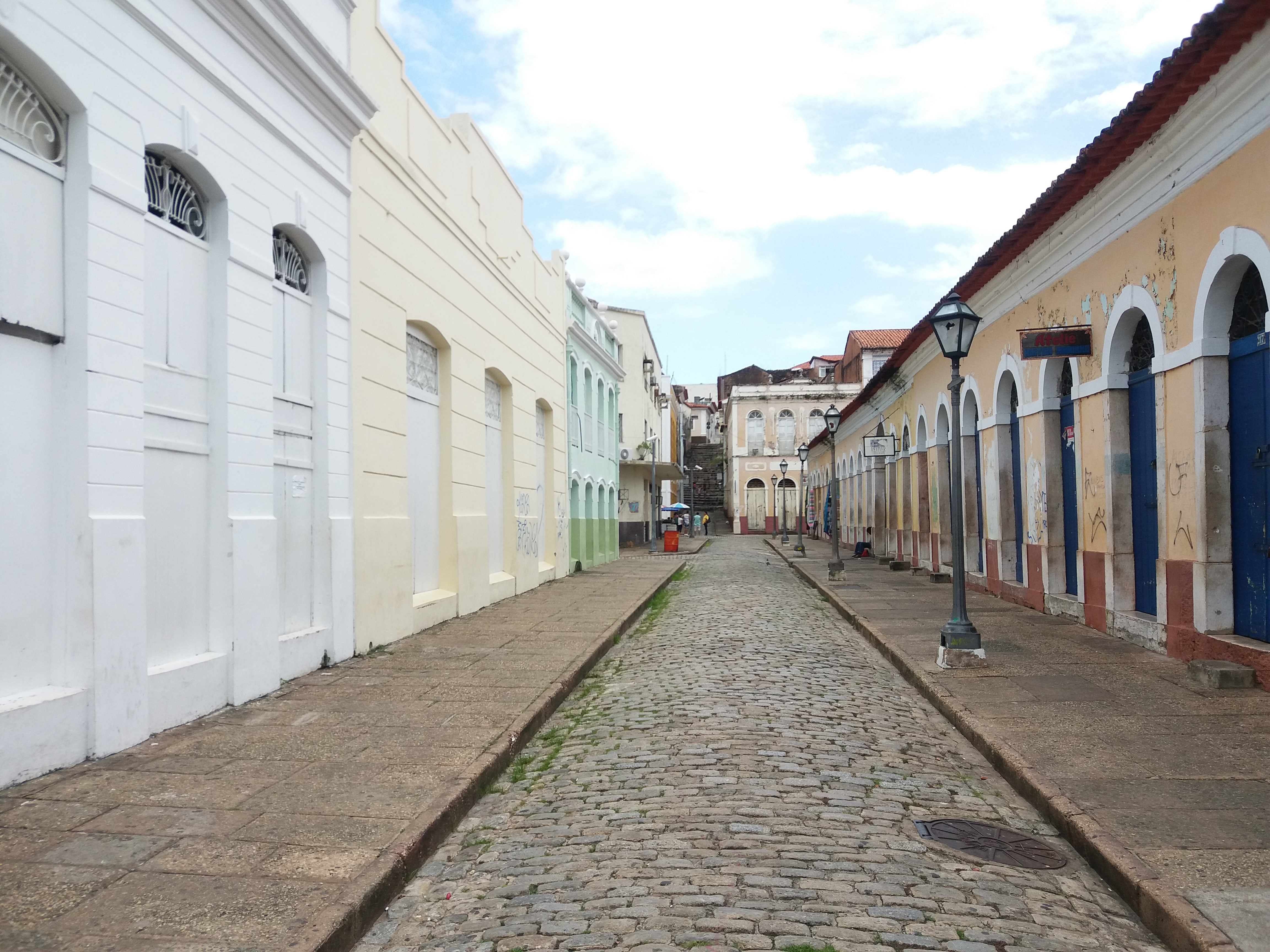
Beco Catarina Mina, e Mercado das Tulhas.

O casarão que pertenceu a ela no Beco Catarina Mina hoje abriga o Museu Huguenote Daniel de La Touche, dedicado às artes, cultura, história e memória da fundação francesa de São Luís.

## Escadaria
Há uma escadaria datada do século XVIII, feita de pedra lioz, uma pedra cara, utilizada na construção de igrejas, palácios e chafarizes em Portugal, o que demonstra a opulência econômica do Maranhão da época. Localizada entre as ruas de Nazaré e Portugal (do Trapiche), é composta por 35 largos degraus, e foi construída para melhorar o acesso à ladeira.